# Phú Lâm, Đoan Hùng
Phú Lâm là một xã thuộc huyện Đoan Hùng, tỉnh Phú Thọ, Việt Nam.

## Địa lý
Xã Phú Lâm nằm ở phía bắc huyện Đoan Hùng, có vị trí địa lý:
- Phía đông giáp thị trấn Đoan Hùng và xã Vân Du
- Phía tây giáp xã Bằng Doãn và xã Bằng Luân
- Phía nam giáp các xã Ngọc Quan, Phúc Lai và Tây Cốc
- Phía bắc giáp tỉnh Yên Bái và xã Hùng Xuyên.

Xã Phú Lâm có diện tích 29,77 km², dân số năm 2018 là 8.597 người, mật độ dân số đạt 289 người/km².

## Lịch sử
Địa bàn xã Phú Lâm hiện nay trước đây vốn là ba xã: Phong Phú, Phương Trung, Quế Lâm.
Trước khi sáp nhập, xã Phong Phú có diện tích 6,56 km², dân số là 2.828 người, mật độ dân số đạt 431 người/km². Xã Phương Trung có diện tích 8,41 km², dân số là 1.768 người, mật độ dân số đạt 210 người/km². Xã Quế Lâm có diện tích 14,80 km², dân số là 4.001 người, mật độ dân số đạt 270 người/km².
Ngày 17 tháng 12 năm 2019, Ủy ban Thường vụ Quốc hội ban hành Nghị quyết 828/NQ-UBTVQH14 về việc sắp xếp các đơn vị hành chính cấp xã thuộc tỉnh Phú Thọ (nghị quyết có hiệu lực từ ngày 1 tháng 1 năm 2020). Theo đó, sáp nhập toàn bộ diện tích và dân số của ba xã Phong Phú, Phương Trung và Quế Lâm thành xã Phú Lâm.